# تپه کولوی
تپه کولوی مربوط به قرون میانه اسلامی است و در شهرستان خرم‌آباد، بخش پاپی، دهستان گریت، روستای کولوی، واقع شده و این اثر در تاریخ ۸ بهمن ۱۳۸۵ با شمارهٔ ثبت ۱۷۰۲۲ به عنوان یکی از آثار ملی ایران به ثبت رسیده است.